# Art Gallery of Western Australia
De Art Gallery of Western Australia (AGWA) is de nationale galerie van West-Australië.
AGWA is gelegen in het Perth Cultural Centre, nabij onder meer het Western Australian Museum, de State Library of Western Australia en het Perth Institute of Contemporary Arts.

## Geschiedenis
De kunstgalerie werd in 1895 gesticht. Ze werd oorspronkelijk in het door George Temple-Poole ontworpen 'Jubilee Building' ondergebracht. In juli 1901 legde koningin Victoria de eerste steen voor de 'Art Gallery'.
In 1979 opende de hoofdgalerie in een nieuw modernistisch gebouw, geïnspireerd op het Museum voor Antropologie in Mexico. Het werd rechtgetrokken naast een politierechtbank uit 1905 die ook onderdeel van het AGWA werd. Architect K. Sierakowski ontwierp het nieuwe gebouw in de Bauhausstijl met een buitenkant in brutalisme.
De voormalige politierechtbank werd gerenoveerd en opende in 1995 als de 'Centenary Galleries'. De administratie van de AGWA was er reeds gevestigd.
In 2020 werd met de bouw van een groot dakterras bovenop het hoofdgebouw begonnen.

## Collectie
In 2017 opende de aan de Aborigines gewijde 'Six Seasons'-galerie. AGWA heeft meer dan drieduizend werken van de hand van Aborigines in haar bezit.
De historische collectie bestaat uit werken uit de jaren 1700 tot de jaren 1910. Ze verhuisde in 2018 van de 'Centenary Galleries' in de voormalige politierechtbank naar een locatie naast de 'Six Seasons'-galerie in het modernistische hoofdgebouw.
In 2018 had de AGWA meer dan achttienduizend werken met een totaalwaarde van meer driehonderd miljoen Australische dollar in haar bezit.

## Prijzen

### Lester Prize
De Lester Prize, ontstaan in 2007 als de Black Swan Prize for Portraiture, wordt sinds 2016 door de AGWA uitgereikt. De naamsverandering vond plaats in 2019.

### Tom Malone Prize
Deze prijs voor glaskunst wordt sinds 2003 uitgereikt.

## Selectie werken

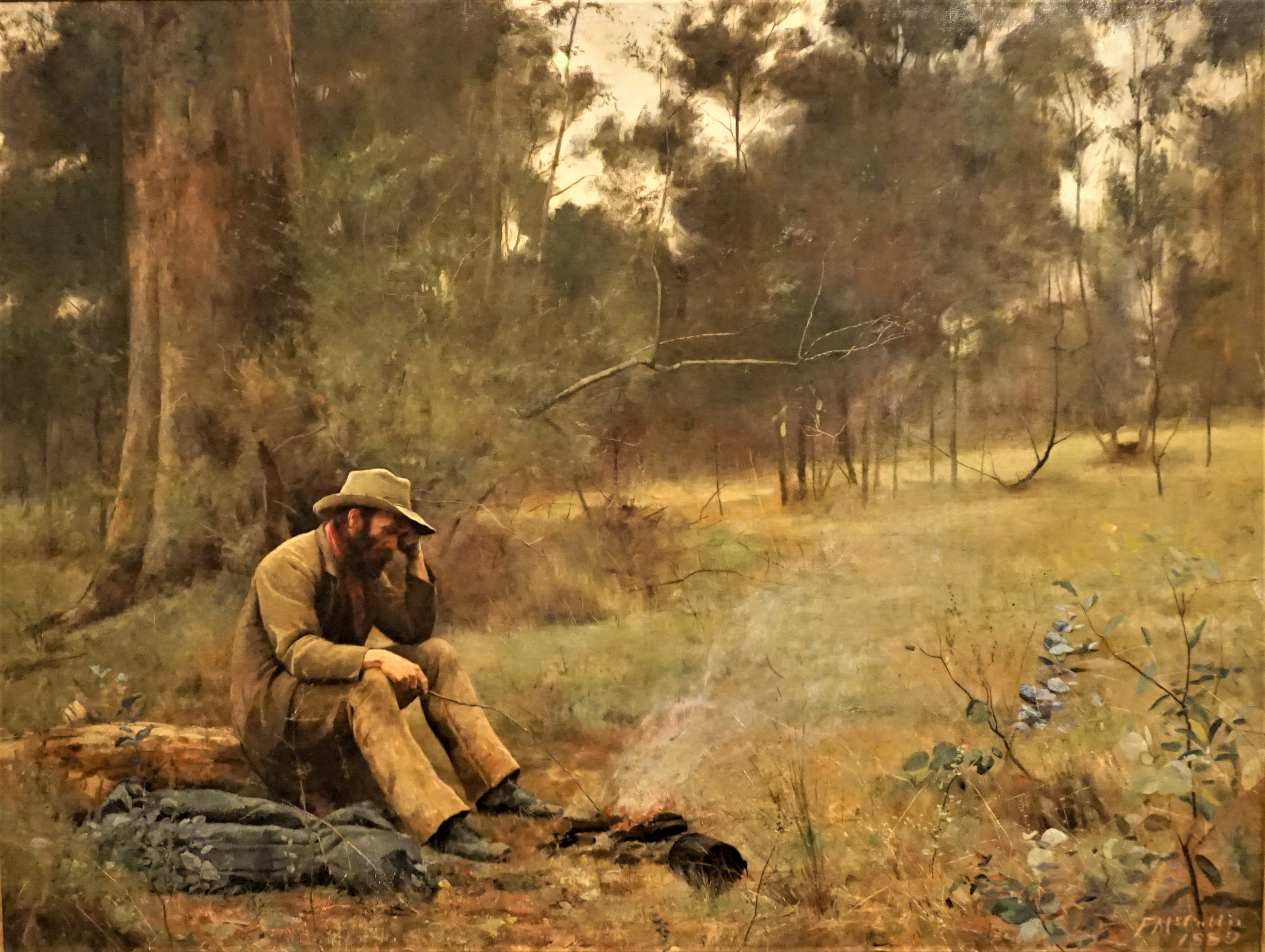
Down on his Luck - Frederick McCubbin
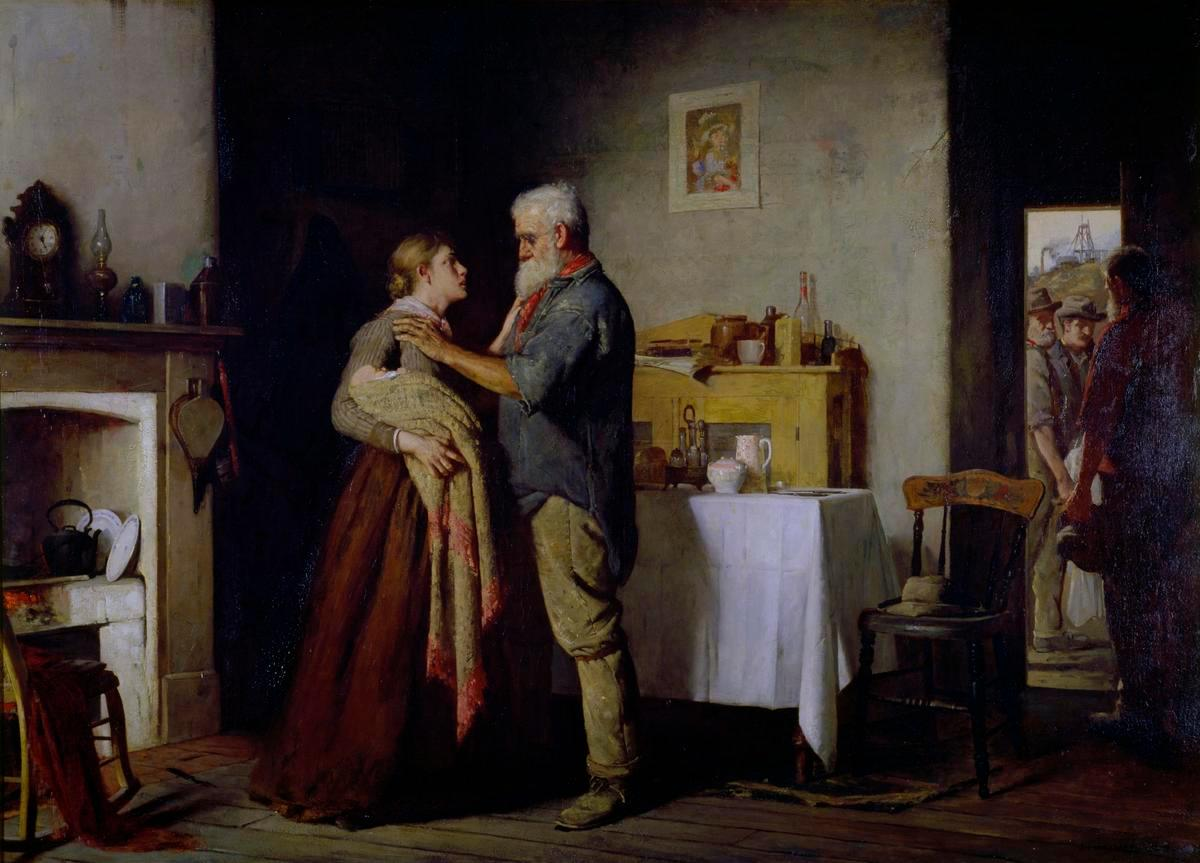
Breaking the News - John Longstaff
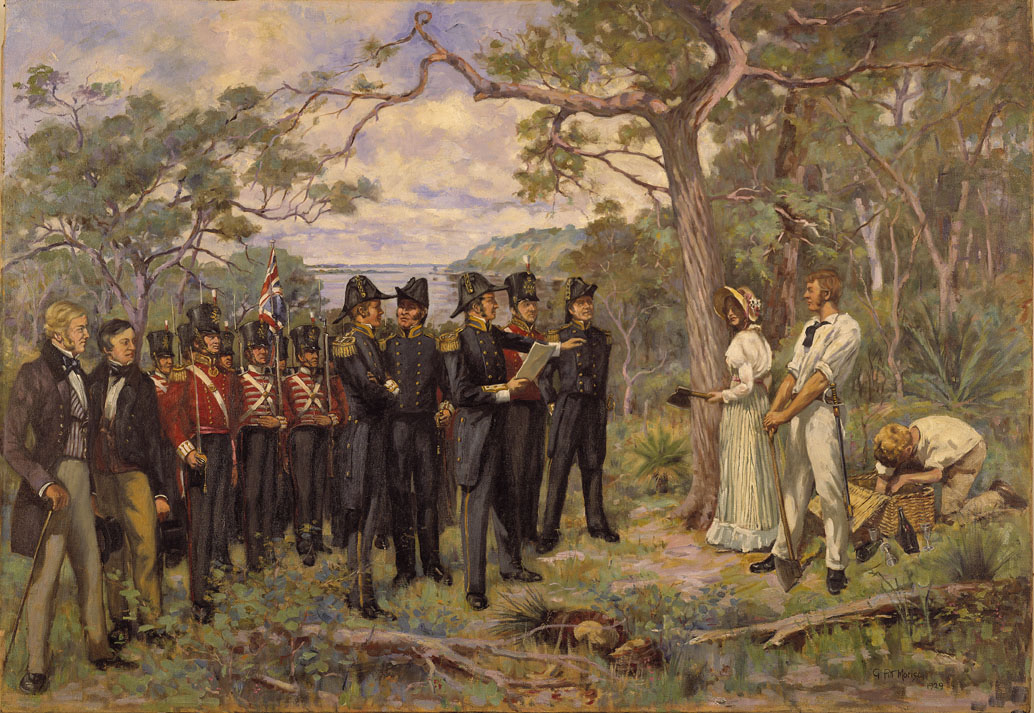
The Foundation of Perth - George Morrison
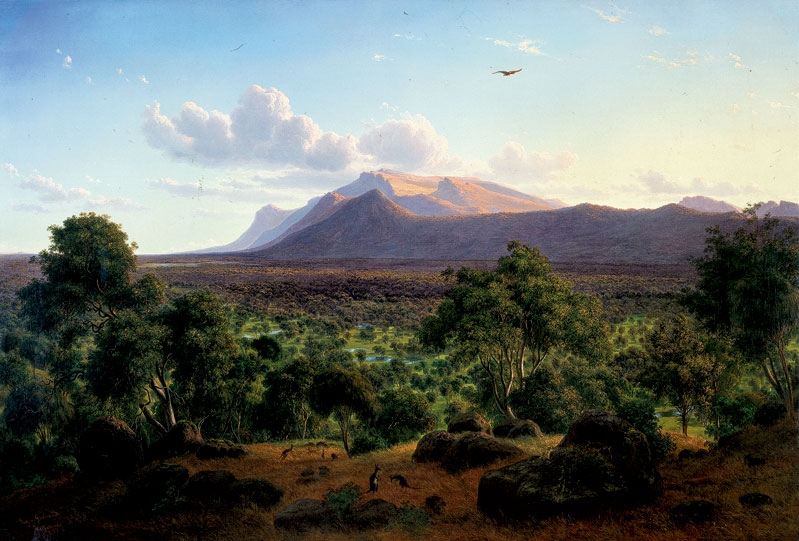
Mount William from Mount Dryden - Eugene von Guerard
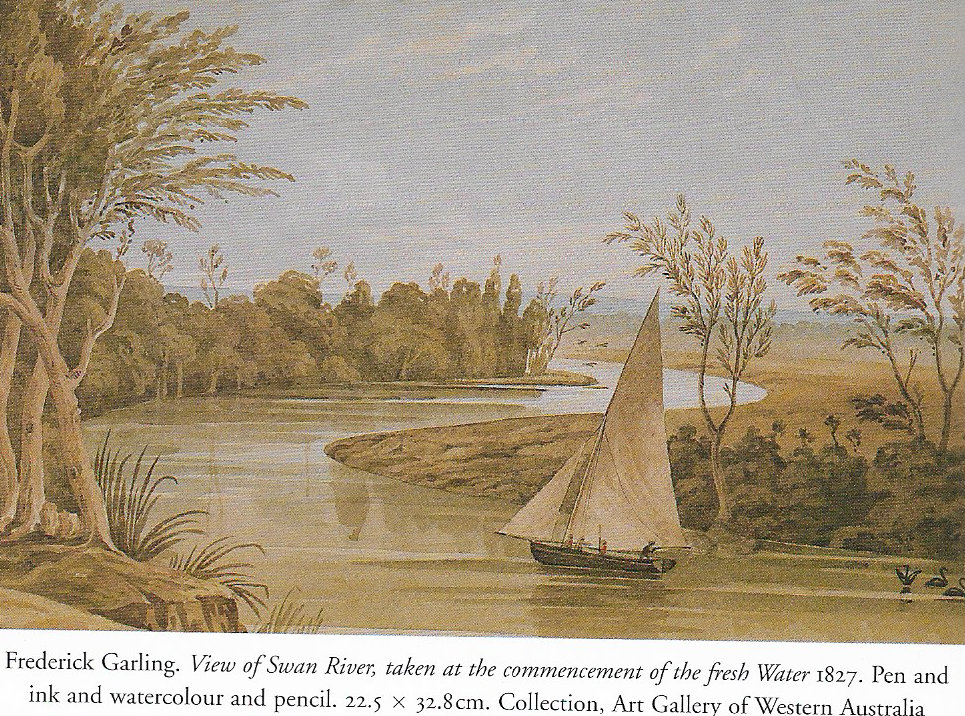
View of Swan River - Frederick Garling Jr.
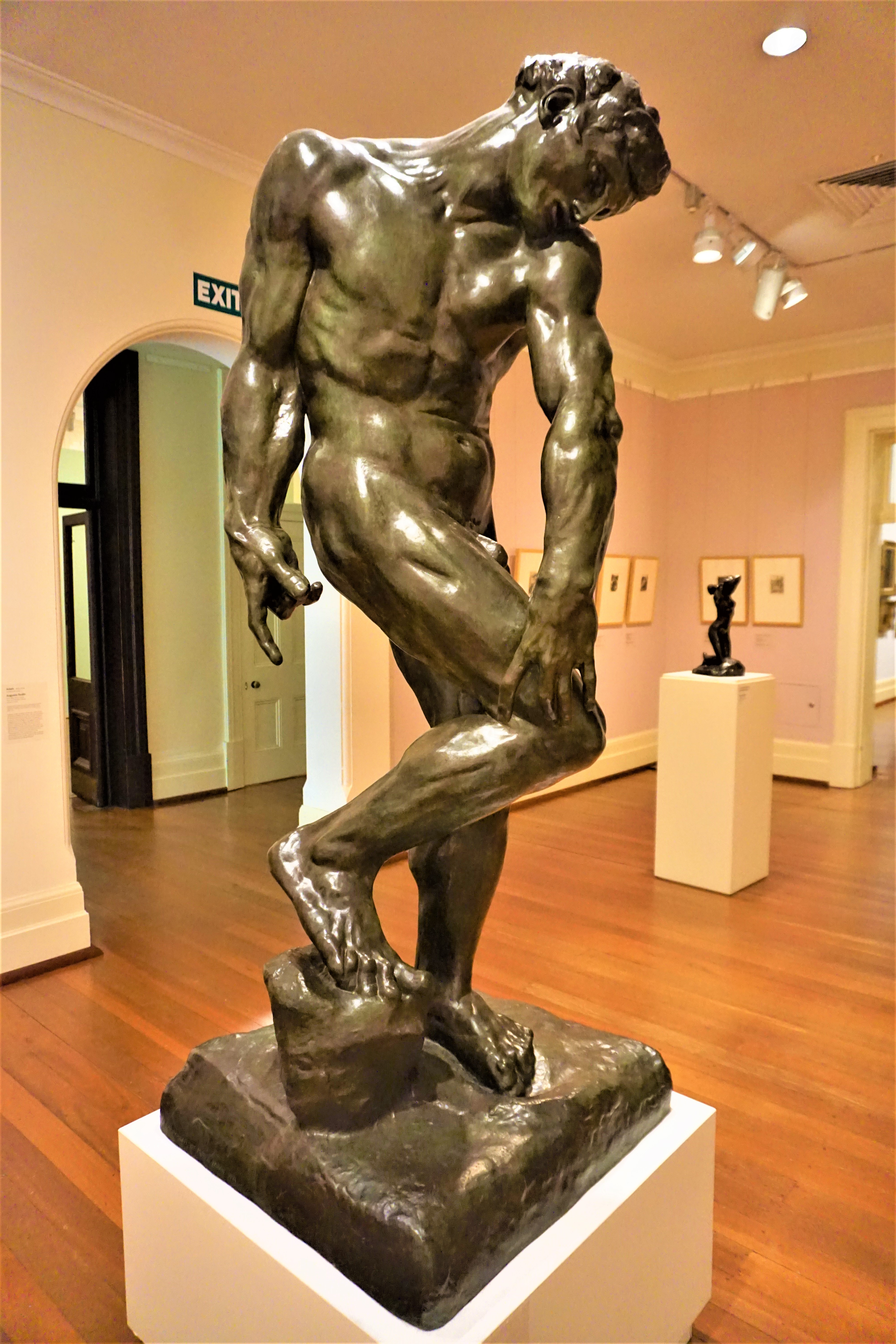
Adam - Auguste Rodin
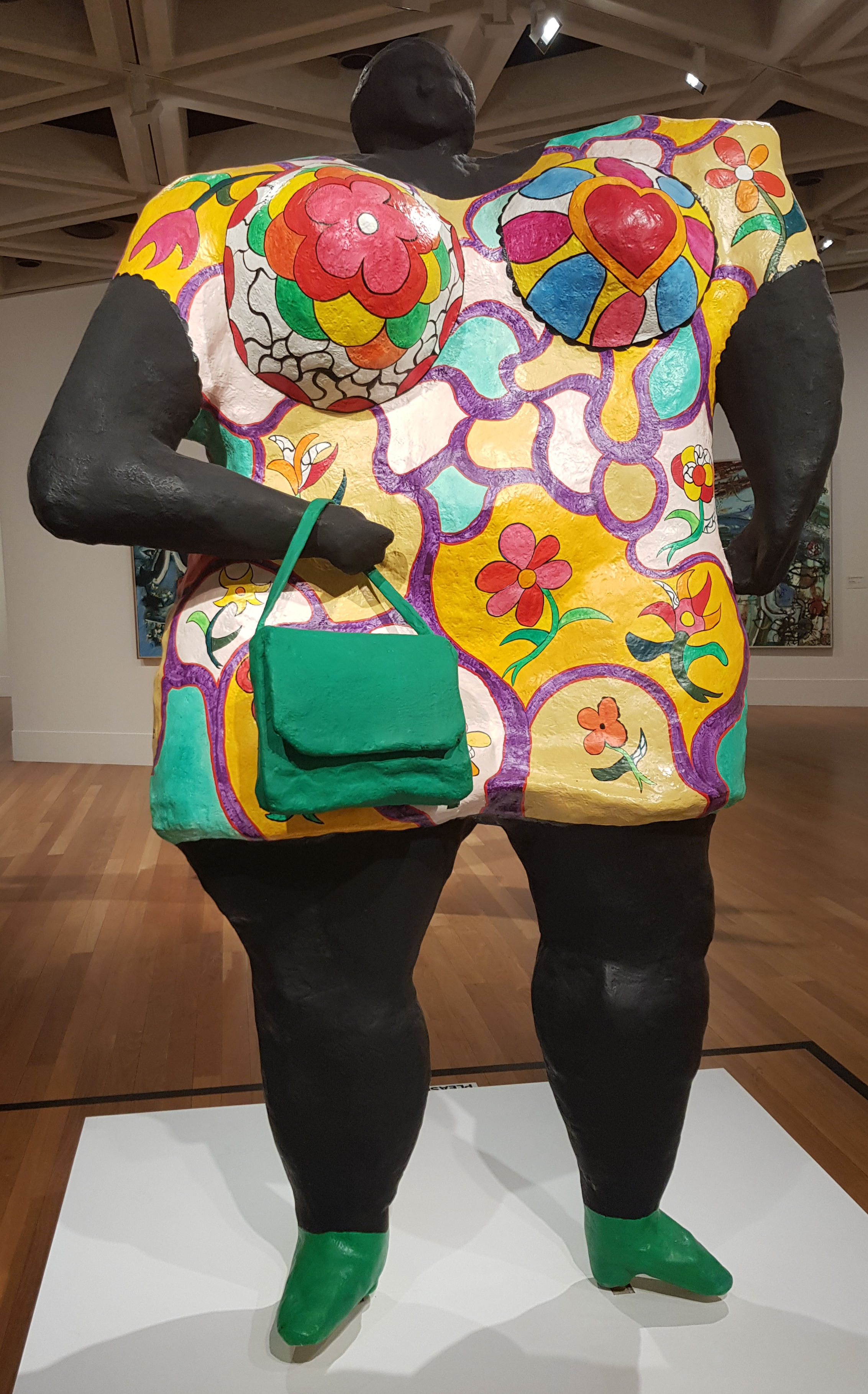
Black Beauty - Niki de Saint Phalle
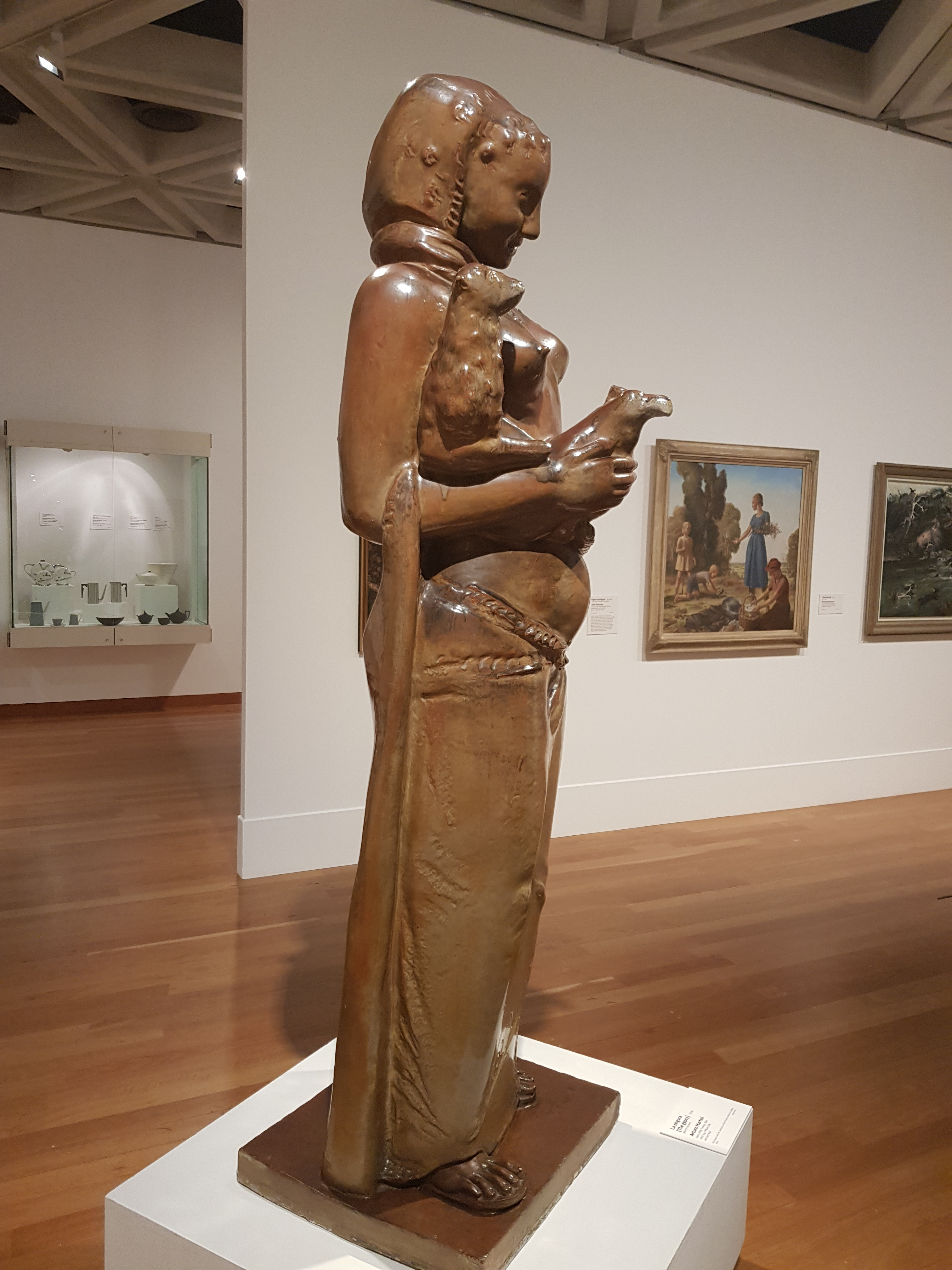
Zingara - Arturo Martini